# Praxíteles

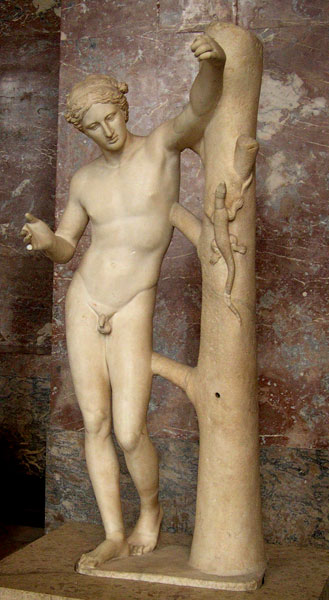
Apolo sauróctonos (matador de saurios), Museo del Louvre, copia romana en mármol del -, según original griego, 1,49 m de alto.

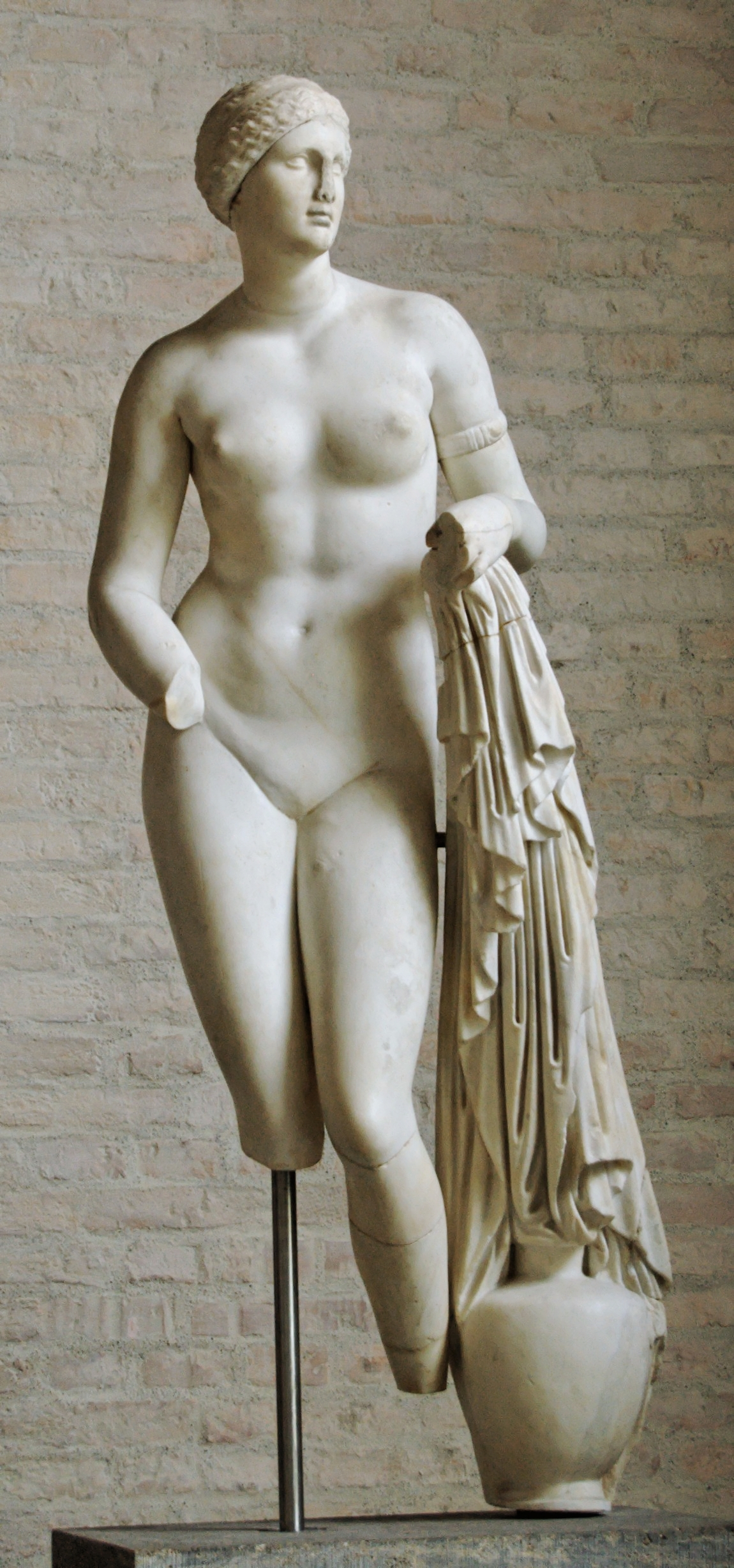
Tipo de Afrodita Cnidia (llamada “Afrodita Braschi”), copia libre de una estatua votiva de Praxíteles en Cnido (c. 350-340 a. C.).

Praxíteles (griego antiguo: Πραξιτέλης) de Atenas, hijo de Cefisodoto el Viejo, fue el más renombrado escultor clásico ático del siglo IV a. C. Con la obra de Praxíteles la escultura griega evoluciona desde el clasicismo hacia una especie de anticipado manierismo, al acentuar el sensualismo. Sus obras están caracterizadas por la llamada kharis o «gracia» ática (griego antiguo: χάρις) y la llamada «curva praxiteliana» consistente en un elegante contrapposto.
Una supuesta relación entre Praxíteles y su bella modelo, la cortesana tespia Friné, ha inspirado especulación e interpretación en obras de arte que van desde la pintura (Gérôme) a la opereta (Saint-Saëns) o las marionetas (Charles Maurice Donnay).
Algunos escritores han sostenido que hubo dos escultores con el nombre de Praxíteles. Uno sería contemporáneo de Fidias y el otro su más conocido nieto. Aunque la repetición del mismo nombre en generaciones sucesivas es habitual en Grecia, no hay pruebas seguras para ninguna de las posiciones.

## Biografía
Pocas cosas se saben de la vida de Praxíteles: no se sabe siquiera con certidumbre el año de su nacimiento ni el de su fallecimiento. Las fuentes literarias abundan pero son tardías, ninguna de ella es anterior al siglo III.
Nacido en Atenas hacia el 400 a. C., formado junto a su padre, Cefisódoto el Viejo, desarrolló su máxima actividad artística entre los años 370 y 340 a. C.. Plinio el Viejo sitúa su apogeo artístico después de la 104.ª olimpiada (esto es, en 364 a 361 a. C.) y señala que Eufránor fue un escultor contemporáneo suyo. Esta propuesta cronológica está corroborada por la base de una estatua firmada por Praxíteles, que lleva la dedicatoria de «Kléiokratéia, mujer de Spoudias»: este Spoudias es conocido como el adversario de Demóstenes en un alegato que data de 361 a. C. Pausanias dice al respecto «la tercera generación después de Alcámenes», alumno de Fidias, por el grupo de los Letoidas de Mantinea. Se considera generalmente que Praxíteles nació hacia el año 400 a. C.
Estuvo asociado con Friné, una famosa cortesana que le sirvió de modelo y que también fue su amante. Esta circunstancia podría probar que se trataba de un artista con recursos económicos, como también lo demostraría el que fuese honrado con el patronato de uno de los coros de Atenas, algo que había que pagar. Fue también popular entre el pueblo, que gustaba de adquirir sus trabajos aunque Praxíteles no fuese inclinado a ello.

## Estilo praxiteliano
Deben mencionarse cinco puntos de composición que parecen tener un origen praxiteliano; sin embargo, no hay ninguna conclusión definitiva.
1. Una línea muy flexible divide las figuras si se traza en el medio de arriba abajo; todos tienden a estar reclinados
2. Están adaptados para verse de frente y de espaldas, más que desde los lados
3. Árboles, drapeados y otros elementos semejantes se usan como apoyo para las figuras de mármol, y se incluyen en el diseño en lugar de ser extraños a él
4. Las caras aparecen en una vista tres cuartos
5. La estatua se encontró en el mismo lugar en el que la describió Pausanias.

Cabe mencionar también la curva praxiteliana. Postura utilizada por Praxíteles para dotar de cierto movimiento a las figuras y consistente en apoyar todo el peso en una de las piernas y así inclinar la cadera opuesta. Muy usado por los griegos.

## Obras
- Afrodita saliendo del baño o Afrodita de Cnido (Venus de Cnido, cuya modelo parece haber sido Friné). El modelo tuvo gran aceptación y fueron demandadas muchas copias. En la actualidad se conservan más de cincuenta.
- Afrodita de Arlés o Afrodita Tespia
- Eubuleus de Eleusis.
- Sátiro escanciador.
- El amor de Tespis o Tánatos o Genio de la muerte o l'Éros de Thespies.
- Faunos.
- Dionisos.
- Basa con relieves de las musas de Mantinea.

Y sus obras de madurez:
- Hermes con el niño Dioniso en brazos, que según la mayoría de los historiadores, sería la única obra original de Praxíteles conservada hoy día. Obra de madurez.
- Apolo Sauróctono
- Apolo Licio
- Artemisa de Brauronia